# Oubritenga
O Oubritenga é uma província de Burkina Faso localizada na região Plateau-Central. Sua capital é a cidade de Ziniaré.

## Departamentos

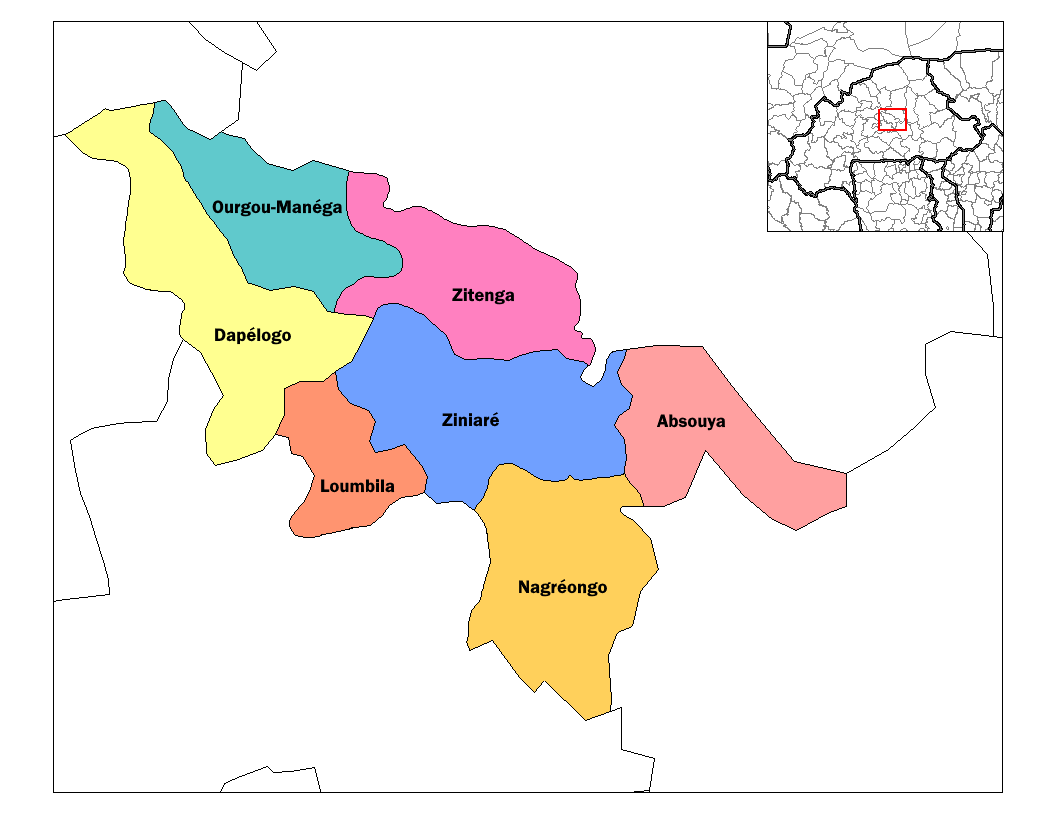
Localização dos diversos departamentos da província do Oubritenga, Burkina Faso

A província do Oubritenga está dividida em sete departamentos:
- Absouya
- Dapélogo
- Loumbila
- Nagréongo
- Ourgou-Manéga
- Ziniaré
- Zitenga